# Facelift
Facelift (англ. Підтяжка обличчя) — дебютний студійний альбом американського рок-гурту Alice in Chains, що вийшов 1990 року.
Гурт Alice in Chains був заснований в 1987 році в Сіетлі. 1989 року гурт підписав контракт зі звукозаписною компанією Columbia Records і розпочала працювати над першим альбомом. Продюсером платівки став Дейв Джерден, відомий по роботі з Rolling Stones та Jane's Addiction.
У липні 1990 року вийшов мініальбом We Die Young, а 21 серпня 1990 року — повноформатний студійний альбом, який отримав назву Facelift. На підтримку альбому вийшли сингли та відеокліпи на пісні «We Die Young», «Man in the Box» та «Sea of Sorrow», а гурт вирушив у багатомісячний концертний тур по США та Європі, виступаючи на одній сцені з Extreme, Іггі Попом, Megadeth, Slayer та Anthrax. Музичні критики тепло прийняли альбом, відзначивши вплив хеві-металу 1970-х і охрестивши Alice in Chains «Black Sabbath дев'яностих».
У 1991 році кліп «Man in the Box» почав демонструватись на телеканалі MTV, що принесло Alice in Chains широку популярність і привело до зростання продажів платівки. Альбом Facelift досяг 42-го місця в чарті Billboard 200, а сингл «Man in the Box» піднявся на 18-е місце в хіт-параді найпопулярніших рок-пісень США. До 11 вересня 1991 року було продано понад 500 000 копій Facelift і диск отримав «золотий» статус, а 4 березня 1997 року він став «двічі платиновим» із двома мільйонами проданих копій.
Facelift став першим комерційно успішним альбомом сіетлської рок-сцени 90-х. Слідом за ним на вершинах хіт-парадів опинилися альбоми Nirvana, Soundgarden і Pearl Jam, зробивши грандж частиною музичного мейнстриму. Через багато років Facelift вважається класикою хеві-металу і гранджу, одним з найуспішніших дебютних альбомів в історії рок-музики, а «Man in the Box» — однією з найкращих рок-пісень дев'яностих.

## Передісторія

### Створення гурту

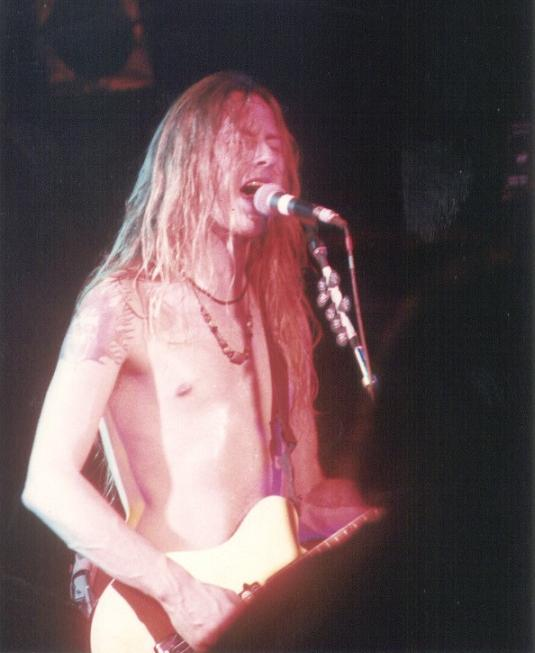
Гітарист Джеррі Кантрелл

1987 рік був складним періодом у житті американського гітариста Джеррі Кантрелла. Його мати нещодавно померла, йому не було де жити. Весною 1987 року він приєднався до гурту Gypsy Rose, але незабаром пішов після конфлікту із вокалістом. Музикант не впадав у відчай і вирішив створити власний колектив. Першим він запросив знайомого вокаліста Лейна Стейлі, чий глем-гурт розпалася незадовго до цього. Спільними зусиллями вдалося переконати приєднатися до них барабанщика Шона Кінні та басиста Майка Старра. Музиканти влаштувалися в сіетлському клубі Music Bank, де знімали репетиційні приміщення і жили багато місцевих рокерів. Через декілька днів гурт випадково почув продюсер, який шукав у талановитих артистів для майбутнього концерту. У репертуарі колективу було всього кілька композицій, але цього вистачило для першого виступу.
На початку 1988 року Кантрелл і Стейлі продовжували грати одразу у двох колективах. Стейлі репетирував зі старими знайомими з Alice N' Chains Джеймсом Бергстромом та Роном Холтом, назвавши свою команду 40 Years of Hate. Колектив Кантрелла змінив цілу низку назв, серед яких Mothra, провокаційне Fuck і, нарешті, Diamond Lie. Щоб змусити Лейна покинути свій другий гурт, музиканти оголосили про пошуки нового вокаліста та запросили на прослуховування непрохідних кандидатів. При цьому Джеррі навмисне тішився результатами, змусивши Лейна відчути, що його незабаром можуть замінити. Після цього нехитрого трюку вокаліст погодився покинути 40 Years of Hate, зосередившись на виступах Diamond Lie.

### Перші демозаписи
Розв'язавши проблеми зі складом, учасники гурту почали писати та репетирувати власні пісні. Вони орендували мікроавтобус, щоб перевезти інструменти та обладнання в невелику студію в дерев'яному будинку в Іссакуа, де записали своє перше демо Treehouse Demo. До нього увійшли власні пісні «I Can't Have You Blues», «Social Parasite» та «Whatcha Gonna Do», написана Стейлі раніше «Queen of the Rodeo», а також кавер-версія пісні Девіда Боуї «Suffragette City».
Перший концерт гурту відбувся у Кейн-холі Вашингтонського університету 15 січня 1988 року. Під час 40-хвилинного виступу прозвучали власні пісні, а також кавери Hanoi Rocks та Девіда Боуї. У газеті City Heat опублікували звіт, написаний журналісткою Дженні Бендел. Вона ж через кілька місяців допомогла гуртові скласти перший промо-пакет для розсилки у звукозаписні компанії: касета з піснями, фотографії та біографія гурту.
Промо-касета Diamond Lie потрапила до рук організатора виступів Ренді Хаузера, який навіть не слухав запис, закинувши його в ящик у себе вдома. Через місяць на касету випадково натрапив A&R-менеджер Atlantic Records Нік Лофт і зацікавився виконавцями. На касеті не було підпису, тож Хаузер навіть не зміг назвати виконавця. Пізніше він згадав, що отримав касету від подруги Шона Кінні, та зустрівся з музикантами. Було вирішено, що Хаузер стане менеджером рок-гурту. Нік Лофт порадив змінити назву Diamond Lie. Лейн Стейлі згадав про назву свого попередньої колективу Alice N' Chains, так з'явилася остаточна назва нового гурту — Alice in Chains.
У липні 1988 року гурт збирався перевипустити свій демозапис у найкращій якості, але студійна сесія ледь не зірвалася. За день до призначеної дати відбувся найбільший у штаті Вашингтон поліційний рейд, внаслідок якого в сусідньому з Music Bank приміщенні виявили велику кількість марихуани. Клуб оточили, і ніхто не міг забрати обладнання. Джеррі Кантрелл лише після кількох годин переговорів із поліцією зумів повернути апаратуру та інструменти. Наступного дня музиканти розпочали роботу в London Bridge Studio, що належала Ріку і Раджу Парашарам. Запис зайняв близько тижня і коштував сім тисяч доларів. Гурт працював вночі, щоб заощадити на студійному часі, інакше це коштувало б значно дорожче.

### Контракт із Columbia Records

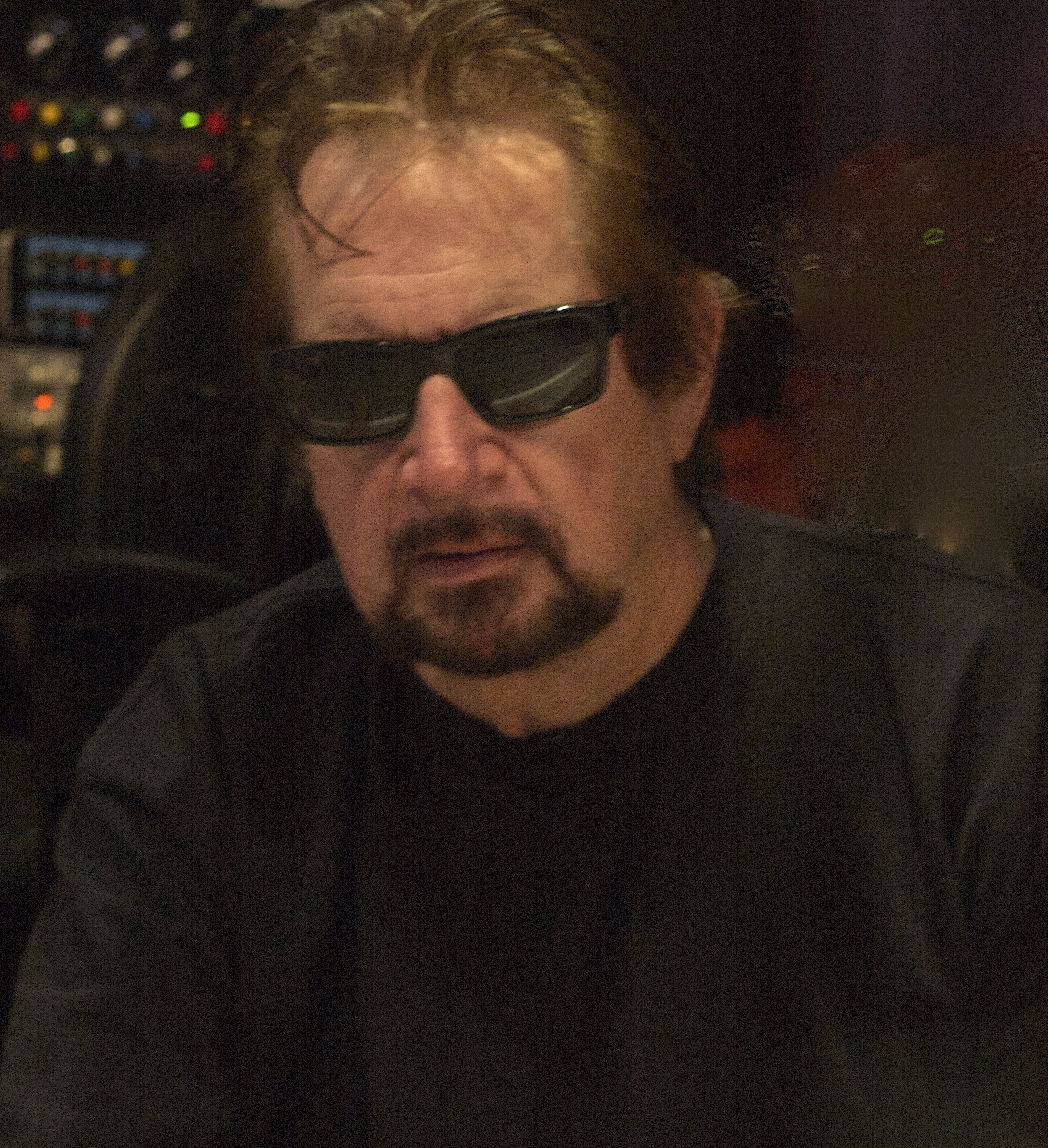
Продюсер Дейв Джерден

Після рейду клуб Music Bank закрили, тому Alice in Chains довелося переїхати до будинку в районі аеропорту в окрузі Такома. Музиканти ледве зводили кінці з кінцями, але продовжували готувати новий матеріал та виступати для місцевої публіки. Влітку 1989 року Alice in Chains вже мали стійку репутацію, їхні пісні постійно звучали на місцевому радіо і все йшло до підписання контракту з одним з великих лейблів. Замість Хаузера, що потрапив у в'язницю за поширення наркотиків, справами гурту стала займатися Сюзан Сільвер, яка працювала також з Soundgarden. Запис потрапив до рук Дона Айнера, президента компанії звукозапису Columbia Records, яка прагнула відновити свої позиції на ринку хард-рок музики. Перемовини тривали близько восьми місяців та завершилися підписанням договору 11 вересня 1989 року. Угоду вигідно відрізняло те, що Alice In Chains повністю зберігали права на всі наявні або майбутні пісні, хоча зазвичай половина прав йшла лейблу. Інтереси музикантів в переговорах представляли адвокат Мішель Ентоні та A&R-менеджер Нік Терцо.
Підписання контракту з CBS Records означало випуск дебютного альбому. Продюсером став Дейв Джерден, відомий за платівкою Nothing's Shocking Jane's Addiction. Маючи за плечима досвід роботи з Rolling Stones над платівкою Dirty Work, Джерден шукав та просував в мейнстрим молодих музикантів, що виконували альтернативний рок. Він отримав копію демозапису Alice in Chains від Ніка Терцо, який розсилав касету знайомим менеджерам. За словами Джердена, всі відмовлялися працювати з гуртом, тому що шукали «наступних Guns N' Roses», виконавців з високим вокалом. Проте сам Джерден виріс на музиці сімдесятих і віддавав перевагу глибоким, блюзовим голосам, тому відразу оцінив потенціал Alice in Chains. Джерден зустрівся з музикантами в Лос-Анджелесі після їх виступу в клубі, поговорив з Джеррі Кантреллом, і вони одразу порозумілися. Лідер гурту погодився, щоб Джерден продюсував їх запис.

## Запис альбому

### Запис пісень
Щоб написати ще кілька пісень, гурт повернувся до Сіетлу і додатково записав дві демоплівки. Дюжина композицій із цих чернеток лягла в основу матеріалу для першого альбому. Бюджет складав близько 150—250 тисяч доларів. За словами Кантрелла, музиканти хотіли зберегти «похмуру ауру, яка була наслідком задумливої атмосфери та духу Сіетла», тому вирішили використати добре відому місцеву студію London Bridge Studio Ріка Парашара. Компанію продюсеру Дейву Джердену склав звукоінженер Ронні Шампань. Робота розпочалася у грудні 1989 року. Джерден і Шампань були вражені тим, що, на відміну від більшості молодих виконавців, Alice in Chains прийшли в студію повністю готовими до запису. У Джеррі Кантрелла були готові демоверсії всіх його пісень, де він особисто виконав усі гітарні партії, написав та запрограмував партії барабанів, а також вигадав вокальні гармонії, тому він не мав сумнівів, що все пройде без жодних труднощів.
Запис пройшов дуже гладко, тому що пісні були ретельно продумані наперед. Більшість партій із демокомпозицій залишилися незмінними, за винятком додаткових аранжувань. Дейв Джерден записував кілька дублів кожної композиції, зазвичай від п'яти до десяти, і відмічав в блокноті варіант, що сподобався йому найбільше. Потім він слухав пісні знову і складав кінцевий результат із найкращих дублів на підставі своїх нотаток. Єдине, що ускладнювало йому завдання, це те, що Alice in Chains не використовували метроном, тому швидкість пісень могла змінюватися в процесі виконання. У цьому разі Джерден брав найбільш підхожий дубль і підлаштовував під нього інші.
Барабани
За півтора місяця до початку запису Шон Кінні зламав руку. Керівник лейблу Дон Айнер наполягав на заміні, але музиканти були непохитними. Щоб не гаяти час, у студію тимчасово запросили барабанщика Mother Love Bone Грега Гілмора, але після кількох репетицій відмовилися від його послуг: Гілмор не підійшов, бо грав недостатньо потужно і голосно. За іншою версією, Шона Кінні замінив сесійний барабанщик Метт Чемберлен. Побачивши це, Кінні не витримав, зняв гіпс і сів за ударну установку самостійно, за три тижні до закінчення встановленого лікарями терміну. Кожен удар викликав у нього біль і змушував стогнати, але гурт повернув своє звучання.
На студії London Bridge Studio використовувалися мікшерний пульт Neve 8048, що містив мікрофонний підсилювач та еквалайзер 1081, а також магнітофон Studer A800, що підтримував 16- та 24-доріжковий запис. Джерден і Шампань використовували 16 доріжок, виділяючи бас-гітарі та ритм-гітарі по одній доріжці, а все інше віддаючи ударним. Установку оточили цілою групою мікрофонів: для бас-бочки використовувався вокальний мікрофон M-88, за три метри за барабанщиком на рівні пояса стояв Neumann M-49, над головою — Neumann U-87, зверху і знизу робочого барабана — Shure SM-57, а для закріплених і підлогових том-томів — Sennheiser MD-421. Крім того, було вирішено спробувати записати барабани так, як вони звучали б під час живого виступу. Спеціально для цього орендували трисмугову акустичну систему, яка зазвичай використовується на концертах. Два мікрофони U-87 і один M-49, встановлені на рівні голови слухачів в окремій кімнаті, записували звук, який згодом комбінувався з сигналом з мікрофонів з ударної установки, щоб посилити відчуття глибини приміщення.
Бас
Бас-гітара записувалася з використанням директ-боксу, що дозволяло отримати дуже чистий звук. Для зняття сигналу з підсилювача використовувалися мікрофони 57 і RE-20, а загальний підхід був схожий на той, що зазвичай використовується для гітар. Ронні Шампань був незадоволений використанням підсилювачів, які зазвичай застосовуються під час живих концертів, тому перезаписував треки, подаючи чистий басовий сигнал на звичайні гітарні підсилювачі. Басові партії на приспівах дублювалися з використанням шестиструнного баса.
У студії використовувалися бас-гітари та обладнання, куплені Майком Старром в Івана Шилі, колишнього басиста місцевого гурту TKO, який працював у сіетлському музичному магазині. Якось Шилі зателефонували та повідомили про проблеми з нещодавно купленими інструментами. З'ясувалося, що Старр викрутив усі рівні на гітарах та підсилювачі на максимум, що призвело до спотворення звуку. Шілі поправив налаштування на свій розсуд, що повністю влаштувало Джердена, в минулому — непоганого басиста, який також записував Білла Уаймена з Rolling Stones. Для надійності регулятор звуку на інструменті заклеїли стрічкою, щоб Майк не міг змінити гучність і тон. На підсилювачі позначки навпроти ручок налаштування було вирізано ножем; їх можна було побачити на виступах Старра навіть за двадцять років.
Гітари
Партію ритм-гітари Джеррі Кантрелл виконував на інструментах Gibson Les Paul та Fender Telecaster. Звукорежисер поєднував сигнал, отриманий з хамбакера «Лес Пола» та синглу «Телекастера», отримавши в результаті звучання, неможливе з використанням будь-якої з цих гітар, навіть застосовуючи еквалайзер. Кожна партія виконувалася послідовно на двох інструментах, іноді навіть без змін налаштувань підсилювача, оскільки звучання самих інструментів кардинально відрізнялося. Процедура змішування сигналів із «Телекастера» та «Ліс Пола» повторювалася окремо для лівого та правого каналу. У результаті, процес запису ритм-гітари був максимально передбачуваним: два дублі для лівого та правого каналу на одному інструменті, а потім те саме на іншому. Кантрелл настільки добре вивчив партії, що виконав їх усі самостійно, здебільшого з першого дубля. Єдиним місцем, де була потрібна допомога, стало соло на одній із пісень, під час якого Шампань кусачками відрізав по одній струні, створюючи незвичайний звуковий ефект.
Джеррі Кантрелл спочатку збирався використати свої підсилювачі Randall Amplifiers, але Шампань відмовив гітариста. Інженер вважав якість Randall низькою і запропонував спробувати комбопідсилювач Marshall 50, модифікований німецьким інженером Рейнольдом Богнером. Богнер збирався відкривати власну компанію, тому попросив не розголошувати інформацію про те, що він створив цей підсилювач. Так Кантрелл став одним із перших гітаристів, які грали на «Маршалах» Богнера, разом зі Стівом Ваєм та Едді Ван Халеном. Звук, отриманий за допомогою цього 50-ватного підсилювача та колонок Randall, визначив звучання всього альбому. Музиканти прозвали його «вбивчим укусом кохання» (англ. Killer Fucking Love Sting).
Акустичні партії були зіграні на 12-струнній гітарі, яку Ненсі Вілсон із Heart використала на мінідиску Dog & Butterfly. Соло-гітару записали пізніше у Capitol Studios. Для сольних партій не використовувався аналоговий ревербератор, тому що Дейв Джерден вважав за краще використовувати цифрову реверберацію. Джеррі Кантрелл вважав, що чим простіше соло, тим сильніше воно виділятиметься, тому свідомо уникав ускладнення, хоч і був досить технічним виконавцем.
Вокал
Робота в студії London Bridge Studio завершилася в грудні 1989 року, після чого Alice in Chains, Джерден і Шампань переїхали в Лос-Анджелес. Для завершення вокальних та гітарних партій було обрано нещодавно перебудовану голлівудську студію Capitol Records Studio A. За альбом відповідав співробітник студії Браян Карлстром, який раніше нічого не чув про колектив із Сіетлу і працював паралельно над трьома різними проєктами. Карлстром здружився зі Стейлі, вони часто разом відпочивали та курили марихуану поза студією. Під час запису вокаліст перебував у кімнаті, яку Шампань охрестив «труною ціною в мільйон доларів»: у ній не було нічого, крім табурета, на який Стейлі міг поставити пляшку з водою, попільничку та окуляри. Світло приглушували настільки, щоб звукоінженерів у контрольній кімнаті не було помітно і нічого не відвертало вокаліста. Лейн одягав свої протисонцеві окуляри, стояв не рухаючись, і виконував партії найчастіше з першого разу. Шампань був настільки вражений результатом, що назвав Стейлі найкращим рок-виконавцем, з яким доводилося працювати, а його голос — настільки ж якісним, як у Бінга Кросбі або Френка Сінатри, лише у стилі «панк».

### Редакція, зведення та поствиробництво
Для зведення пісень Ронні Шампань і Дейв Джерден переїхали у невелику студію Soundcastle в нейборхуді Лос-Анджелеса Сілвер-Лейк, де Джерден раніше працював над альбомом Jane's Addiction. Продюсера та інженера привабила можливість використання мікшерного пульта Solid State Logic, що забезпечував математичну точність. Крім того, вони обрали ізольоване приміщення, щоб уникнути великої кількості настирливих відвідувачів: їм набридли знайомі та подруги музикантів, які постійно шуміли та заважали під час запису партій.
Джерден і Шампань поставили собі завдання випустити альбом, який став би помітною подією в музичному світі. Самі треки звучали вже досить добре, тому звукорежисери прагнули залишити композиції простими, але при цьому додати їм об'єму та урочистості. Декілька тижнів пішло на те, щоб скоригувати динаміку звучання барабанів. Після цього поверх ударних накладалися гітарні та вокальні партії. Процес продовжувався, доки не було досягнуто необхідного балансу.
Суттєвою частиною зведення стало використання ревербераторів. Шампань та Джерден застосовували аналогові ревербератори Lexicon 224 і 480: перший для отримання легкого та повітряного звучання, а другий — для потужнішого, вибухового ефекту, переважно для робочого барабана. Крім аналогових пристроїв використовувався цифровий дилей PC 2280. Ще однією особливістю стало додавання ефекту фланжування, «летючого» звучання, що досягався за допомогою поєднання двох ідентичних сигналів з невеликою затримкою щодо один одного. Джерден вирішив відмовитися від використання загальноприйнятих аналогових або цифрових пристроїв, що емулюють цей ефект. Натомість він використовував складнішу техніку, що максимально відтворювала умови, за яких ефект був відкритий у 60-х роках. На двох магнітофонах програвалася та сама партія, результат записувався на третій магнітофон, при цьому Джерден пальцем злегка пригальмовував одну з бобін, створюючи необхідний ефект легкої розсинхронізації.
Зведення пройшло дуже гладко та завершилося протягом місяця. Продюсер навіть здивувався, бо знав, що зазвичай із рок-гуртами щось йде не за планом. У випадку з Alice in Chains на результат вплинули висока готовність матеріалу, а також відсутність необхідності у складних аранжуваннях. Всі пісні були досить прямолінійними, і тому, попри значний бюджет, вдалося обійтися без непотрібних експериментів. Джеррі Кантрелл згадував, що гурт вважав Facelift «надзвичайно брутальним записом». Шампань відчував, що альбом мав випередити свій час і стати для навколишніх чимось новим і незвіданим. Всі погоджувалися, що він був приречений на успіх.

### Вільний час
У проміжках між сесіями на London Bridge Studio учасники гурту розважалися в сіетлських нічних клубах. Одного разу Лейн Стейлі підпалив рушник у туалеті та кинув його у відро для сміття, після чого втік. Іншим разом, коли в клубі Vogue не було вільних туалетів, музиканти помочилися на колесо однієї з машин на стоянці, чим довели водія до сказу. Не найкраща ситуація панувала і в будинку, де жили учасники Alice in Chains. До Майка Старра одна за одною приходили дівчата, щоб зайнятися сексом; Демрі Перрот, подруга вокаліста, вкрай несхвально ставилася до цього, вважаючи, що велелюбний Старр погано впливає на Лейна.
У Лос-Анджелесі музиканти зупинилися у житловому комплексі Oakwood Apartments. На дозвіллі вони розважалися у стрип-клубі Tropicana, який порекомендував Дейв Джерден. Одного разу продюсер заглянув до них додому та виявив на стіні календар стрип-клубу, де хрестиками були позначені фотографії танцівниць, з якими вони вже переспали. У відповідь, на концерт Alice in Chains у голлівудському клубі English Acid прийшло багато знайомих дівчат із Tropicana.
У середині березня 1990 року музиканти призупинили роботу і повернулися до Сіетлу. Незабаром сталася трагедія: 19 березня від передозування наркотиків помер Ендрю Вуд, вокаліст місцевого гурту Mother Love Bone, чий дебютний альбом мав вийти за кілька днів. Смерть Вуда дуже вплинула на зростання гранджової сцени. Кріс Корнелл написав цілу низку пісень, які лягли в основу триб'ют-проєкту та однойменної платівки Temple of the Dog. Гурт Candlebox написав про Вуду пісню «Far Behind». Alice in Chains не залишилися осторонь і вирішили присвятити Facelift пам'яті Ендрю Вуда та Глорії Джин Кантрелл, матері Джеррі.

## Музика та тематика текстів
Джеррі Кантрелл зазначав, що на початку кар'єри Alice in Chains перебували під впливом інших сіетлських команд, особливо Soundgarden, але при цьому намагалися не копіювати інших, а шукати свій власний стиль. З цим погоджувався критик із місцевої газети The Rocket Грант Олден, згадуючи, що Alice in Chains хотіли стати Soundgarden Jr. (укр. молодшими Саундгарден), тому він про себе називав їх Kindergarden (укр. дитячий садок). За словами гітариста Кіма Таїла, свого часу Кантрелл цікавився, як грати такі пісні Soundgarden, як «Nothing to Say» і «Beyond the Wheel», і саме Таїл відкрив для нього гітарний лад Drop D. Надалі багато пісень Alice in Chains були написані в цьому зниженому ладі. Крім того, на музикантів вплинув альбом Ritual de lo Habitual Jane's Addiction, зведенням якого Джерден займався паралельно з Facelift. Чорнова версія Ritual de lo Habitual опинилася у студії й так вразила музикантів, що ті постійно говорили про платівку під час запису.
Продюсер Дейв Хілліс зазначав, що звучання Alice in Chains змінювалося природним чином: вони не просто приєдналися до популярного руху, але насправді звучали дуже круто. Їхнє демо, записане на студії London Bridge Studio, звучало вже не як хейр-метал, але ще й не як Alice in Chains, про яких всі дізналися пізніше. Але найбільші зміни, на його думку, відбулися після призначення продюсером Дейва Джердена. Йому належало кілька ідей, які стали ключовими компонентами звучання Alice in Chains. Насамперед він суттєво уповільнив пісні у порівнянні з демозаписом, що зробило їх важчими. Джерден згадував: «Якби я прискорив їх [пісні з альбому], як, наприклад, „Man in the Box“, вони просто не звучали як треба. Я не пам'ятаю точно, що саме я зробив і наскільки сповільнилися пісні, але для мене зміна темпу навіть на один удар за хвилину могла мати велике значення».
Тексти пісень написали Лейн Стейлі та Джеррі Кантрелл. Стейлі згадував: «Ми писали про різні речі, почуття… але це не означає, що ми були в похмурому настрої та депресії… не більше, ніж усі інші люди. Ми писали про себе, тому що ми знали про себе все». Текст «We Die Young» з'явився, коли під час поїздки автобусом Кантрелл побачив десятирічних дітей, які продавали наркотики ; він висловив це однією фразою: «Ми помремо молодими». Втім, головним шедевром він вважав іншу пісню — «Love, Hate, Love». Серед назв треків виділяється позитивна «Sunshine» (з англ. - «сонячне світло»), проте текст композиції досить похмурий; вона була написана після смерті матері Кантрелла. Однією з причин депресивності текстів Лейн Стейлі називав Сіетл: «Тут все постійно сіре і часто ллє дощ, тому ти не можеш просто стирчати на пляжі і потягувати пиво. Треба себе чимось займати, наприклад, писати пісні та репетирувати. Щоправда, я впевнений, що в Лос-Анджелесі чи Нью-Йорку я мав би такий самий пригнічений настрій… Для нашої музики це навіть здорово».
Головною піснею альбому стала «Man in the Box». Під час роботи над нею Джерден почув по радіо пісню Bon Jovi «Livin' on a Prayer», в якій використовувався гітарний ефект Voice Box. Так народилася ідея додати ток-бокс, який згодом став «фішкою» цієї композиції. Щодо слів, в інтерв'ю журналу Rolling Stone Лейн Стейлі пояснив їх таким чином: "Я почав писати про цензуру. Якось ми обідали з представниками Columbia Records, які були вегетаріанцями. Вони розповіли, що м'ясо виготовляють із телят, вирощених у маленьких загонах, схожих на коробки, і ця картинка засіла у мене в голові. Я повернувся додому і написав пісню про державну цензуру і про те, як поїдання м'яса виглядає з боку приреченого теля. Пізніше Лейн Стейлі та Шон Кінні критикували інші гурти за те, що вони співають про те, в чому не розуміються, і стверджували, що Alice in Chains ніколи так не робили. Коли ж інтерв'юер запитав про сенс пісні «Man in the Box», Лейн виправдовувався, що під час її створення був під кайфом, тому не може ручатися, що вкладав в неї політичний зміст.
Нік Терцо вважав Лейна Стейлі потужним вокалістом, а їхню комбінацію з більш м'яким голосом Джеррі Кантрелла вкрай незвичайною. Їхні вокальні партії гармонізували один з одним, на відміну від більшості тогочасних гуртів, де вокалісти повторювали ту саму мелодію. Ронні Шампань також відзначав унікальний стиль виконання вокальних партій лідерами Alice in Chains. Він порівнював їх гармонії з клаксоном вантажівки, що складається з двох труб, звучання яких дає зменшену квінту, тривожний інтервал, що привертає увагу перехожих. Ця характерна для музики кантрі гармонія часто використовувалася на Facelift: коли Стейлі виконував основну партію, Кантрелл співав на зменшену квінту нижче або вище.

## Випуск та просування

### Обкладинка та назва
Для створення обкладинки гурт звернувся до художника, фотографа та режисера Рокі Шенка. Шенк склав власну думку про їхню творчість: «Чесно кажучи, це було найпохмуріше з усього, що я чув раніше, і під час першого прослуховування я навіть не знав, як на це реагувати». 6 квітня 1990 року вони зустрілися та обговорили свої ідеї: наприклад, щоб на фотографіях музиканти нібито з'являлися з людського ока. Звукозаписна компанія виділила на фотосесію невелику суму, якої ледь вистачало на один день знімання. Попри це Шенк був настільки вражений гуртом, що зумів розтягнути бюджет на три дні.
Перше знімання відбулося 2 травня у басейні житлового комплексу Oakwood Apartments у Бербанку. Було вирішено реалізувати ідею з появою з людського ока, для чого басейн накрили тонкою поліетиленовою плівкою. Учасники гурту по черзі пірнали, запливали під плівку, виринали та робили глибокий вдих. Шенк згадував: «Плівка спотворювала обличчя музикантів, так що в мене вийшло кілька чудових, хоч і досить мерзенних знімків». Один із постановчих кадрів, на якому замотаний у плівку Лейн Стейлі лежав на руках у друзів, використали для обкладинки синглу «We Die Young». Наступний день пройшов у голлівудській студії Шенка. В минулому він застосовував експериментальний підхід, поєднуючи різні експозиції при створенні чорно-білих портретних фотографій та одержуючи зловісні, спотворені обличчя. Учасники Alice in Chains звернули увагу на ці знімки в портфоліо та попросили відтворити ефект. Шенк погодився, але вирішив спробувати використати цю техніку для кольорових фотографій. Спочатку планувалося розмістити на обкладинці портрети всіх чотирьох музикантів, накладені друг на друга, створюючи один незвичайний вираз обличчя. У результаті від концепту відмовилися на користь фотографії Майка Старра, яка і потрапила на обкладинку. На додаток, саме побачивши цю фотографію, для альбому вибрали назву Facelift (англ. Підтяжка обличчя). 4 травня Шенк та Alice in Chains провели фотосесію на сірчаному заводі у Вілмінгтоні. Знімання було пов'язане з серйозними складнощами, тому що сильний вітер дмухав сірку в очі і музиканти постійно промивали їх у спеціальних ванночках з водою. Шенк згадував, що в одному з кадрів учасники позували біля насипу сірки; потік вітру викликав у них сльози, зате вдалося зробити кілька «дивних фотографій, ніби гурт дивиться на кактус і плаче».
Фотографії були готові за кілька тижнів. Шенк зазначав: «Це знімання пройшло в марафонському темпі, але дозволила сфотографувати гурт воістину чудовим чином. Вони були у чудовій формі й це був найщасливіший час у моєму житті. Я ще не знав, чи працюватиму з ними надалі, але був одержимий ними». Згодом Ронні Шенк створив для Alice in Chains ряд обкладинок до альбомів та кілька відеокліпів.

### Вихід альбому
У липні 1990 року гурт випустив мініпластинку We Die Young. Для неї відібрали три пісні: головну «We Die Young», а також «It Ain't Like That» та «Killing Yourself». Міньйон не став відкриттям для рок-сцени, бо Alice in Chains звучали схоже на інші популярні метал-гурти того часу, такі як Skid Row, Warrant, Living Colour, Winger. Цей вибір був очевидним для колективу, який лише недавно заволодів увагою великих лейблів. Columbia зробила розкручування альбому одним зі своїх пріоритетів, прагнучи довести, що компанія займається не лише попвиконавцями на кшталт Мерайї Кері, New Kids on the Block або C+C Music Factory. За місяць до виходу Facelift в окремі торгові точки відправили безплатні копії EP We Die Young, щоб збільшити чистий прибуток продавців і підняти показники продажів.
Повноформатний альбом Facelift вийшов 21 серпня 1990. На ньому містилося дванадцять композицій. У лонгплей не потрапила пісня «Killing Yourself», що вийшла на EP місяцем раніше. Першим синглом, що вийшов на підтримку Facelift, став «We Die Young». Радіостанції тепло прийняли композицію, але продажам це не сприяло. Побачивши, що справи йдуть не найкращим чином, президент Columbia Дон Айнер вирішив випустити 40 тисяч екземплярів концертного відео Live Facelift та додавати їх безплатно до альбому Facelift. Ці комплекти розкупили протягом кількох тижнів.
Довгоочікуваний комерційний успіх прийшов після виходу другого синглу «Man in the Box» і ротації кліпу на цю пісню на MTV. Промосингл «Bleed the Freak» не зумів повторити успіх «Man in the Box» і потрапити в чарти, але сподобався фанатам та часто відкривав живі виступи Alice in Chains. Нарешті, «Sea of Sorrow» досяг 27-го місця в чарті Hot Mainstream Rock Tracks і став свідченням того, що саме поняття «основної течії» в рок-музиці почало зазнавати змін.

### Відеокліпи
Фільмування першого кліпу почалося за кілька тижнів до виходу Facelift. 9 серпня 1990 року музиканти та режисер Ронні Шенк вперше зустрілися, щоб обговорити ідеї відеокліпу «We Die Young». Шенк запропонував використовувати одну з нещодавно згорілих будівель як знімальний майданчик. Руїни будинку в Глендейлі були розфарбовані в червоний колір, а басейн наповнили сміттям після пожежі. Знімання відбулося 28 серпня. Шенк згадував, що колишні жителі будинку в жаху спостерігали з боку за тим, як їхні особисті меблі та дитячі іграшки використовуються як реквізит. 10 вересня фільмування продовжилось у студії в Голлівуді, де Alice in Chains виступали на тлі кадрів, знятих у згорілому будинку та басейні зі сміттям. Фінальна версія «We Die Young» була готова 17 вересня. Гурт і лейбл залишилися задоволені результатом, тому що відеоряд добре відповідав музиці та містив ряд новаторських заходів для музичних кліпів того часу.
До кінця 1990 року відеокліп «We Die Young» транслювався на MTV у телевізійних програмах Headbangers Ball і 120 Minutes, присвячених важкій та альтернативній музиці, але без особливого успіху. Звукозаписна компанія вирішила випустити ще один сингл «Man in the Box» і запропонувала Полу Рахману зняти відеокліп. Рахман поспілкувався телефоном з автором пісні Лейном Стейлі та вони домовилися зняти відео, яке відрізняється від звичного живого виступу. Пізніше Стейлі надіслав режисеру факс із написаними від руки ідеями сюжету кліпу: «Сарай під час дощу. Домашня худоба. Дитина із зашитими очима». У грудні 1990 року гурт вирушив до Лос-Анджелеса для запису відео. Знімання тривало один день і пройшло на фермі у парку Малібу-Крік. Замість дитини із зашитими очима Рахман додав у сюжет сліпого незнайомця, схожого на Ісуса Христа. У фінальній версії кліпу Alice in Chains виступає в сараї, навколо якого бродить людина у плащі з капюшоном, що закриває обличчя. У кутку стайні незнайомець помічає сидячого героя Лейна Стейлі. Наприкінці кліпу стає зрозуміло, що повіки незнайомця зашиті швами. Виробництво кліпу було завершено в січні 1991 року.
У червні 1991 року, на хвилі популярності «Man in the Box», Columbia Records вирішили випустити ще один сингл. Пол Рахман отримав вказівку зняти відеокліп на композицію «Sea of Sorrow», зробивши його трохи концептуальнішим. Лейбл наполягав на тому, щоб кліп зняли не чекаючи закінчення туру Clash of the Titans, тоді як Рахман хотів провести фільмування пізніше в студії в Лос-Анджелесі або Нью-Йорку. Під тиском Columbia режисер погодився розпочати негайно. Запис кліпу в незвичних обставинах був пов'язаний з багатьма проблемами. Частину світлового обладнання пошкодили під час переїзду. Місцева команда встановлювала декорації надто повільно, і замість ранку знімання розпочалося о п'ятій годині вечора. Крім того, самі музиканти вважали себе великими зірками, поводилися вередливо і конфліктували зі Сюзан Сільвер, намагаючись продавити свої власні ідеї. Попри пресинг з боку лейблу та гурту, кінцевий результат задовольнив Рахмана. За його словами: «Кліп вийшов похмурим і моторошним. Було в ньому щось психоделічне. Але якщо ви послухаєте пісню, то в ній є щось від психоделіки». Режисер не міг дійти згоди з керівництвом Columbia Records і відео виправляли кілька разів. На черговому дзвінку з віцепрезидентом Columbia Рахман сердито кинув трубку, після чого багато років не працював з лейблом. У ротацію на MTV потрапила версія «Sea of Sorrow» Рахмана. Проте існує ще один варіант кліпу, який закінчив режисер Мартін Аткінс, доповнивши відео знятим пізніше чорно-білим матеріалом.

### Концертний тур
Alice in Chains розпочали концертний тур одразу після виходу альбому. Для початку гурт виступив у Сіетлі на щорічному фестивалі Bumbershoot, а також дав концерти у місцевому клубі Vogue та ресторані Central Tavern. Сюзан Сільвер найняла команду, яка працювала з Soundgarden під час недавнього туру на підтримку Louder Than Love, що складалася з гітарного, барабанного та бас-гітарного техніків, звукорежисера, продавця сувенірної продукції та концертного менеджера. Джиммі Шоаф налаштовував ударну установку Шона Кінні, а також відповідав за світлове обладнання. Почувши вперше студійний запис Facelift, він був упевнений, що ці пісні неможливо якісно виконати наживо, проте змінив свою точку зору, побачивши виступ гурту. За налаштування гітар та бас-гітари відповідав Ренді Біро, який за сумісництвом виступав у ролі помічника режисера. Біро також ставився до молодих музикантів досить скептично і вважав їх «жалюгідною спробою скопіювати Aerosmith та Guns N' Roses». Він погодився працювати з Alice in Chains тільки тому, що Сюзан Сільвер попросила його про послугу, але за перший тиждень навіть не спромігся дізнатися імена музикантів.
Протягом місяця Alice in Chains виступали на розігріві в Extreme, які недавно випустили свій другий альбом Extreme II: Pornograffitti. Колективи грали в клубах, збираючи від п'ятисот до півтори тисячі глядачів за вечір. Попри спільні гастролі, учасникам гуртів не вдалося порозумітися. Alice in Chains не подобалися ні учасники Extreme, ні їхня творчість, включаючи хітову баладу «More Than Words». Своєю чергою Extreme поводилися, як зірки, і зневажливо ставилися до музикантів на розігріві. Наприклад, в Атланті сцена була дуже маленькою, але хедлайнери відмовилися переставляти свою величезну барабанну установку. Під час виступу Лейну Стейлі довелося тулитися у кутку сцени, а Шон Кінні буквально прибив робочий барабан до підлоги, щоб той не впав. На останньому концерті Майк Старр так напився, що його вирвало прямо на чужу барабанну установку; після цього він застрибнув на басовий підсилювач і звалив його коли до виходу Extreme на сцену залишалося близько п'ятнадцяти хвилин. Музиканти дозволяли собі подібні витівки, знаючи, що їх точно не приберуть із туру за день до закінчення. Дарма що відносини між гуртами були зіпсовані, Джеррі Кантрелл залишився задоволений виступами. Перфекціоніст за вдачею, після кожного концерту він розбирав власні помилки та репетирував, щоб наступного разу виступити ще краще. Крім того, у проміжках між шоу музиканти встигали працювати над новим матеріалом; саме тоді з'явилися начерки до майбутньої пісні «Rooster».
Наступною частиною туру стали концерти на розігріві в Іггі Попа з листопада до грудня 1990 року. Виступи проходили у невеликих театрах місткістю від однієї до трьох тисяч глядачів. На відміну від Extreme, команда Іггі Попа прихильно ставилася до молодих виконавців, дозволяючи використовувати світлове обладнання та звукову апаратуру. День подяки обидва гурти вирішили провести в готелі в Луїсвіллі, де за збігом обставин також зупинилися Pantera, Prong і Mind over Four, що перебували в турі. Три десятки рок-музикантів почали пити одразу після полудня та закінчили пізно вночі, повністю розгромивши готель. До Хелловіна тур досяг Нью-Йорка, де Alice in Chains виступили як хедлайнери в клубі Cat Club. Концерт був примітним тим, що серед глядачів був кліпмейкер Пол Рахман, який зацікавився творчістю гурту. Через кілька місяців Рахман зніме кліп «Man in the Box», який кардинально змінив долю Alice in Chains. Тур з Іггі Попом завершився 10 грудня 1990 року концертом на півночі Мексики в Тіхуані.
1990 рік став надзвичайно успішним для Alice in Chains, які випустили свій перший альбом, зняли перші відеокліпи та вирушили у свій перший концертний тур. Журнал Spin назвав їх одним із гуртів, за якими варто стежити у 1991 році. У The Seattle Times написали, що лейбл Columbia Records цінує рок-гурт настільки ж сильно, як свого часу Faith No More і Living Colour. 22 грудня відбувся концерт у Театрі Мура у Сіетлі. На розігріві виступала інша сіетлська команда Mookie Blaylock, яка згодом змінила назву на Pearl Jam. Концерт було знято на шість камер режисером Джошем Тафтом, другом дитинства одного із засновників Pearl Jam Стоуна Госсарда. Цей запис разом з відеокліпами Alice in Chains пізніше вийде на VHS під назвою Live Facelift і отримає золотий статус.
У лютому 1991 року гурт вирушив у тур Західним узбережжям разом із друзями з Mookie Blaylock. В одному з концертів взяв участь гурт Оззі Осборна. Березень ознаменувався першим європейським туром Німеччиною та Великобританією на розігріві у The Almighty та Megadeth. У квітні Alice in Chains знялися у фільмі Кемерона Кроу «Одинаки», виступивши на одному зі складів у Сіетлі в декораціях, що зображають нічний клуб. Спеціально для фільму було записано десять нових пісень, включаючи присвячену Ендрю Вуду «Would?», що згодом з'явилася на саундтреку до фільму «Одинаки» та другому студійному альбомі Dirt. З травня по червень Alice in Chains відкривали концерти туру Clash of the Titans за участю треш-метал-гуртів Megadeth, Slayer і Anthrax, терміново замінивши музикантів Death Angel, які отримали серйозні травми в автокатастрофі під час гастролей.

## Визнання

### Ротація на MTV
У 1990-х роках на музичному каналі MTV існувала окрема категорія відеокліпів, на які телеканал рекомендував звернути особливу увагу. Вона отримала назву Buzz Bin та забезпечувала виконавцю посилену ротацію в ефірі, а також включення до спеціальних рекламних роликів. Фактично, без YouTube і популярних реаліті-шоу, присвоєння такої позначки давало величезний поштовх кар'єрі музиканта.
Наприкінці весни 1991 року на MTV йшло обговорення того, хто з виконавців отримає позначку Buzz Bin. Претендентами були Alice in Chains з кліпом «Man in the Box» і Blue Murder з «Valley of the Kings» і «Jelly Roll». За іншою версією, альтернативою сіетлським рокерам був гурт Thunder. За словами віцепрезидента MTV Ріка Грима, дискусія звелася до вибору між глемовими довговолосими хейр-металістами та похмурою, «пофарбованим в сепію», дивним гуртом. В результаті було вирішено спробувати щось нове і незвичайне і вибір упав на Alice in Chains, здатних стати завтрашніми зірками.
Результати не змусили на себе довго чекати. «Man in the Box» з'явилась в категорії Buzz Bin на початку травня, і вже через тиждень Facelift перемістився зі 166-го місця в чарті Billboard на 108-е. Ще через півтора місяця альбом досяг найвищої позиції, посівши 42-е місце у рейтингу. Продажі Facelift миттєво почали зростати. Протягом попередніх восьми місяців з моменту релізу, попри активні гастролі, було продано всього близько 40 000 копій платівки. Але вже 11 вересня 1991 року Facelift отримав «золотий» статус RIAA, що означало позначку 500 000 проданих копій. 10 серпня 1993 альбом став «платиновим» (1 млн проданих копій), а 4 березня 1997 року — «двічі платиновим» (2 млн копій).
Популярність Alice in Chains у Сіетлі стала невимовною. Фанати дзвонили на місцеве рок-радіо KISW та вимагали поставити пісні гурту. Alice in Chains отримували більше ефірного часу, ніж Nirvana, Pearl Jam і Soundgarden разом узяті. При цьому радіостанціям довелося зіткнутися з низкою проблем у зв'язку з піснею «Man in the Box»: її текст містив рядок «Jesus Christ, deny your maker» (англ. Ісус Христос, відкинь свого творця), через що деякі відмовлялися транслювати пісню або ставили її тільки в нічному ефірі.
Популярність гурту набувала різних форм. Якось музиканти прийшли в бар і вперше почули кавер-версію «Man in the Box». Їх почали впізнавати на вулиці та просити залишити автограф. Джеррі Кантреллу довелося вчитися нотного запису після того, як він побачив поширені партитури власних пісень, де містилися помилки. У музикантів з'явилося безліч послідовників і наслідувачів. Продюсер дебютного альбому Nirvana Bleach Джек Ендіно згадував: «У 1992—1993 роки це був щасливий білет для будь-кого: „О, ми повинні звучати як Nirvana, або як Melvins, або як Soundgarden“. Або в тисячу разів частіше: „Ми хочемо звучати як Alice in Chains“. Для будь-якого „металіста“ найпростіше було йти шляхом Alice in Chains, адже вони змогли потрапити в грандж із металу, тоді як інші прийшли туди з панк-року». Проте для Лейна Стейлі популярність стала тягарем, адже за кожним кроком стежили преса та шанувальники. Він не міг собі дозволити повечеряти з сім'єю, не зіткнувшись із мисливцями за автографами. Його подругу Демрі Перрот почали впізнавати й називати не інакше як «подругою Лейна», або навіть «Алісою в ланцюгах», що її дратувало.

### Нагороди та номінації
На початку 1991 року Alice in Chains стали номінантами премії NAMA Northwest Music Awards, що вручалася музикантам Північного Заходу США. 3 березня у сіетлському Театрі Мура відбулася четверта щорічна церемонія вручення нагород. Захід сильно затягнувся і тривав понад п'ять годин, тому на момент виступу Alice in Chains 90 % глядачів залишило зал. Гурт був номінований у дев'яти категоріях, але отримав лише одну нагороду: «Rock Recording» за альбом Facelift.
Відеокліп «Man in the Box» був номінований на премію MTV Video Music Awards 1991 у категорії «Краще метал або хард-рок відео». Церемонія нагородження проходила 5 вересня 1991 року у голлівудському амфітеатрі Universal. Режисер Пол Рахман згадував, що коли Metallica на червоній доріжці запитали, хто стане переможцем, вони назвали Alice in Chains. Проте перемога дісталася Aerosmith з відео «The Other Side».
3-5 жовтня в Лос-Анджелесі пройшов щорічний Concrete Foundations Forum, присвячений хеві-металу. Захід пройшов у готелі «Марріот» і зібрав понад три тисячі представників індустрії. Alice in Chains здобули нагороду за найкращий дебютний альбом (Facelift).
Концертне виконання «Man in the Box» принесло Alice in Chains номінацію на «Греммі» у категорії «Найкраще вокальне виконання у стилі хард-рок». 34-а церемонія вручення відбулася 26 лютого 1992 року в залі «Шрайн-Аудиторіум» у Лос-Анджелесі. Переможцями стали Van Halen з альбомом For Unlawful Carnal Knowledge.

## Відгуки та критика

### Перша реакція
Відразу після виходу Facelift отримав чудові відгуки критиків. У вересневому номері Rolling Stone зазначили, що альбом залишає «яскраве та зворушливе враження». 7 жовтня 1990 року в газеті New York Times вийшла стаття Джона Парелеса про концерт у нью-йоркському клубі Cat Club. Парелес провів паралелі з творчістю Black Sabbath, Cream, Savoy Brown і Jethro Tull періоду Aqualung, а також спід-метал-гуртами, і зазначив, що Alice in Chains «занурені в повільні рифи хеві-металу початку 1970-х, але перетворюють відомі стилі і надають їм нової форми». 18 листопада в New York Times вийшов великий огляд сіетлської рок-музики. Увагу Девіда Брауні привернули альбоми The Screaming Trees, The Posies, Mother Love Bone та Alice in Chains, названі «першою справжньою хвилею сіетлського вторгнення, підтриманою великими лейблами». Оглядач відзначив комерційний характер хард-року у виконанні Alice in Chains, виділив першокласні рок-бойовики «We Die Young» і «Sea of Sorrow», але дорікнув гуртові через велику кількість середньотемпових пісень.
У грудневому номері журналу Spin Facelift було відзначено двічі. Спочатку альбом потрапив до розділу «Вибір 1990 року», звернувши на себе увагу високою якістю написання пісень та їх виконання. На закінчення, Facelift було названо «не дуже типовим продуктом для сіетлської сцени». У цьому ж номері була опублікована рецензія Дайни Дарзін на альбом. Дарзін назвала Alice in Chains «металевою версією Joy Division» через їх депресивний настрій і відзначила, що гурт все ще знаходився в пошуках власного звучання, змішуючи грандіозність Led Zeppelin, «брудне» звучання (використовувався термін «grunge») Black Sabbath, агресію Slayer, психоделічність The Cult і відчуття відчаю The Cure. У наступному номері Spin вийшла окрема стаття Дарзін із ще більшим акцентом на пригнобленість і приреченість текстів пісень: «Поговоріть з цими, здавалося б, життєрадісними хлопцями, і рано чи пізно розмова перейде до тем смерті та депресії. Щирість щодо цієї похмурої частини дійсності — ось що робить їхню пластинку Facelift незабутньою».
Дебют Alice in Chains привернув до себе увагу і в Європі. Андреа Нірадзік з німецького журналу Metal Hammer виділив талант гурту до написання пісень, порівняв вокал Лейна Стейлі з Валором Кандом із Christian Death та оцінив Facelift на шість балів із семи. Гьотц Кюнемунд із Rock Hard поставив альбому вісім балів із десяти. Головний редактор звернув увагу, що останнім часом музична сцена породила безліч «дітей з пробірки», а сіетлський гурт продемонстрував інший шлях до успіху. «Справжній рок-н-рол все ще приходить з вулиці, з бруду, і „Аліса в ланцюгах“ смердить, як свині!» — резюмував Кюнемунд.

### Подальші оцінки
Пізніші критичні відгуки неминуче включали порівняння Facelift з наступними альбомами, а також оцінку в контексті стилістики гранджу, який став частиною мейнстриму в першій половині 1990-х. Стів Х'юї з AllMusic назвав Alice in Chains одним з найметалевіших грандж-гуртів, які привертали увагу за межами андеграундної сцени Сіетла. Разом з тим, він зазначив, що на Facelift переважали повільні пісні, які не вимагали віртуозного виконання, і це зловісне, задумливе звучання не відповідало загальноприйнятим уявленням про хард-рок, як яскравий і ефектний музичний стиль. На думку Хьюї, «попри низку громіздких і пихатих фрагментів (особливо в другій половині) та місцями інфантильні тексти пісень, Facelift загалом справляє свіжий, захопливий і потужний ефект».
Томас Купфер (Rock Hard) назвав Alice in Chains «менш пафосними, ніж Pearl Jam, менш грубими, ніж Nirvana і менш заповзятливими, ніж Soundgarden», але звернув увагу на особливу магію Facelift, властиву класним альбомам. Критик виділив похмуре звучання, що не дозволяє віднести їх до одного певного стилю, а також сильний вплив психоделіки. На думку Купфера, всупереч отриманому прізвиську «Black Sabbath дев'яностих», Alice in Chains розвивалися набагато швидше за бірмінгемський колектив, а Facelift ряснів хітами, такими як «Man in the Box», «Sea of Sorrow», «Bleed the Freak» і «We Die Young».
Описуючи дискографію Alice in Chains, Білл Адамс із Ground Control підкреслив значення «Man in the Box» для дебютного альбому. Хоча вісім із дванадцяти пісень були знайомі слухачам до виходу лонгплею, на його думку, саме «Man in the Box» надала платівці цілісність, змусила по-новому вслухатися в інші композиції та краще зрозуміти їхній сенс. Адамс також звернув увагу на динаміку взаємодії вокальних партій Стейлі та Кантрелла та їх «заразні» гармонії.
Навіть за кілька десятків років з моменту релізу Facelift продовжував залишатися предметом уваги критиків та журналістів. 21 серпня 2015 року у музичному блозі Invisible Oranges вийшла стаття «Facelift — 25 років. Чому Alice in Chains досі актуальні» Кріс Ровелла цитував поширене кліше: «Якщо Soundgarden і Alice in Chains — це грандж, то тоді Nevermore, Queensryche і Джимі Гендрікс — тим більше». На його думку, Alice in Chains були похмурим, важким і по-справжньому емоційним гуртом, а Facelift представив рідкісне на той час поєднання голосів Стейлі та Кантрелла. Ровелла назвав Facelift класичним альбомом, що заклав основи наступної платівки, культової Dirt. Відзначаючи 29-річчя від дня виходу Facelift, Чад Чайлдерс (Loudwire) написав: «Якщо „We Die Young“ скромно стукалася у двері успіху, то „Man in the Box“ вибила ці двері з петель». Крім цих двох пісень, він відзначив бунтарську «Bleed the Freak», блюзову «Sea of Sorrow», насичену рифами «It Ain't Like That», емоційну «Sunshine», а також похмуру і примхливу «Love, Hate, Love», зарахувавши їх до кращих композицій гурту.
У вересні 2019 року Facelift потрапив у категорію «Альбом тижня» на сайті Louder Sound і отримав оцінку 8/10: «Ці жорсткі рифи та гармонії, що запам'ятовуються, неодноразово намагалися скопіювати, але так і не змогли покращити. Альбом вловив дух мінливої епохи й проклав дорогу для Nevermind, Ten і Badmotorfinger, що з'явилися в чартах після дебюту Alice in Chains».

## Історичне значення
Facelift вплинув на гранджову сцену, що тільки починала формуватися, а також залишив свій слід в історії мейнстримної рок-музики. Критики та журналісти однаково відносять альбом і до гранджу, і до металу, відзначаючи внесок гурту в обох напрямках. За словами Келсі Чепстика з журналу Revolver, «Facelift — це класичний гранджовий і металевий альбом, що залишився в нашій пам'яті як іскра, яка запалила кар'єру одного з кращих виконавців важкої музики у світі».

### Місце у дискографії гурту
Facelift не можна назвати найбільш знаковим альбомом у творчості Alice in Chains; до таких найчастіше відносять Dirt, що вийшов двома роками пізніше. З усім тим, дебютна платівка дозволила гуртові голосно заявити про себе і послужила основою для подальших успіхів. За словами Стівена Хілла з Louder Sound, «Dirt по праву є шедевром, але Facelift не менш важливий; без нього дев'яності могли бути зовсім іншими». Дейв Джерден, який працював над першими двома альбомами Alice in Chains, вважав, що саме на Facelift гурт знайшов свій стиль. «„Man in the Box“ став першою піснею, що познайомила світ зі звучанням гранджу; це не проста удача, це було накреслено», — зазначив продюсер. 2013 року він зізнався, що любить Facelift навіть більше, ніж Dirt. За його словами, у першому альбомі відчувається чиста енергія, властива гурту на той момент.
Грег Прато з Consequence of Sound відзначив, що з музичного погляду від Facelift до Dirt Alice in Chains зробили настільки ж великий прогрес, що і Nirvana у проміжку між Bleach та Nevermind. Ендрю Гілстрап (PopMatters) писав: "Навіть якби після Facelift гурт згас, то все одно цього було б достатньо, щоб Alice in Chains виділялися на тлі іншої метал-сцени. Але Dirt показав, що вони рухаються вперед зі швидкістю товарного поїзда. Порівнюючи Facelift з рештою дискографії, Білл Адамс (Ground Control) назвав його одним з найлегших альбомів гурту, але зазначив, що в 1990 році, навіть перебуваючи в оточенні Van Halen, Poison, Extreme і Slayer, Alice in Chains не намагалися вписатися в тусовку, а шукали свій шлях до успіху.

### Провісник гранджу
Хоча Alice in Chains і вважається одним із гуртів «великої четвірки» гранджу, дебютний альбом Facelift мав лише опосередковане відношення до стилю, що панував на початку 90-х. 1990 року андеграундна сцена Сіетла розвивалася насамперед зусиллями виконавців, що видавалися на незалежному лейблі Sub Pop. На відміну від них, Alice in Chains відразу підписали контракт з великим лейблом, не асоціювалися з інді-рухом і належали до гранджу швидше за географічною ознакою. Проте на Facelift були характерні риси цього підстилю альтернативного року: творчість була пронизана темами депресії та відчуження, а музиканти виявляли схильність до наркотиків, особливо до героїну. Вихід платівки вплинув на сцену Сіетла і на формування естетики «грандж-музики». Майк Макпадден з VH1 назвав реліз Facelift знаковою подією, що ознаменувала появу гранджу і відкрила дорогу іншим гаражним гуртам. Хоча багато хто приписує «Нірвані» лаври колективу, який зумів зробити грандж популярним, насправді саме Facelift першим опинився на високих місцях у чартах мейнстримного року. Журнал Kerrang зазначив: «Alice in Chains підштовхнули сіетлську сцену до виходу з підпілля ще за рік до того, як Nevermind „Нірвани“ запалив смолоскип гранджеманії. Якщо вже MTV божеволіли за синглом „Man in the Box“, весь рок-світ був змушений сидіти і слухати».
Джозеф Худак (Rolling Stone) помістив Facelift на 14-е місце у списку «50 найбільших гранджових альбомів», підкресливши, що платівка вийшла за рік до релізу Nevermind «Нірвани», що привернув увагу слухачів усього світу. Оглядач назвав Facelift «першою хвилею майбутнього сіетлського тайфуну», першою гранджовою платівкою, яку було нагороджено «золотим» статусом. Дейв Ліфтон (Diffuser.fm) поставив Facelift на 20-е місце у списку «25 найбільш впливових гранджових альбомів», зазначивши, що Alice in Chains стали другим після Soundgarden гуртом з Сіетла з «брудним» металевим звучанням, що уклав контракт з великим лейблом. Гітарист Soundgarden Кім Таїл зарахував Facelift до улюблених гранджових платівок, зізнавшись, що мріяв написати таку пісню, як «It Ain't Like That».

### Вклад у хард-рок та метал
«Саунд Сіетла» розвивався з кількох різних стилів, і Facelift вніс у нього свій хеві-металічний внесок. Альбом сприяв визнанню гранджу серед затятих металістів, які ставились до сіетлської сцени зі скепсисом. Під час туру Clash of the Titans музиканти виступали перед байдужими або навіть ворожими слухачами на розігріві у Slayer, Megadeth і Anthrax, але зуміли добитися поваги у фанатів та учасників «великої четвірки треш-металу». Alice in Chains не вдалося досягти поппривабливості «Нірвани», але металева сцена визнала їх за своїх. З іншого боку, на думку Ендрю Гілстрапа з PopMatters, хоча гурт і виграв від вибуху популярності гранджу, але завдяки своєму дебютному альбому він досяг би успіху в будь-якому випадку.
Журнал Kerrang відзначив Facelift у спеціальному випуску «666 альбомів, обов'язкових до прослуховування перед смертю», що вийшов у 2002 році. Канадський музичний критик Мартін Попофф поставив платівку на 176-е місце у своїй книзі «500 головних метал-альбомів усіх часів і народів», зазначивши, що «ледь проходить десять секунд від початку звучання, а Alice in Chains приймають пів дюжини металевих рішень, новіших, важчих, небезпечніших і зрештою разючіших, ніж вся ця щаслива гелієва істерика, яку грандж збирався вбити через кілька років». Оззі Осборн також назвав Facelift одним зі своїх улюблених металевих альбомів.
На відміну від багатьох гуртів, що роками йшли до комерційного успіху, Alice in Chains зуміли досягти популярності з першим записом. Музичний сайт Loudwire включив Facelift до списку кращих дебютних хард-рокових альбомів у 2013 та 2015 роках. Подібні результати дало опитування, проведене на сайті Ultimate Guitar у 2013 році: Facelift посів шосте місце у списку успішних дебютних рок-альбомів за версією читачів.
Серед пісень найбільшу увагу критиків привернула «Man in the Box». У 2006 канал VH1 поставив пісню на 19-е місце в списку «40 найвеличніших метал-композицій». 2008 року журнал Guitar World опублікував список «100 великих гітарних соло», де соло Джеррі Кантрелла з «Man in the Box» опинилося на 77-му місці. Вторили критикам і глядачі: в результаті опитування, що відбулося у 2007 році на сайті каналу VH1, головний хіт Alice in Chains посів 50-е місце у списку найкращих пісень дев'яностих.

## Довідкові дані

### Список композицій
| #   | Назва                        | Автор слів       | Автор музики           | Переклад                      | Тривалість |
| --- | ---------------------------- | ---------------- | ---------------------- | ----------------------------- | ---------- |
| 1.  | «We Die Young»               | Кантрелл         | Кантрелл               | «Ми помремо молодими»         | 2:31       |
| 2.  | «Man in the Box»             | Стейлі           | Кантрелл               | «Людина у коробці»            | 4:44       |
| 3.  | «Sea of Sorrow»              | Кантрелл         | Кантрелл               | «Море смутку»                 | 5:48       |
| 4.  | «Bleed the Freak»            | Кантрелл         | Кантрелл               | «Пусти кров виродку»          | 4:01       |
| 5.  | «I Can’t Remember»           | Стейлі, Кантрелл | Кантрелл               | «Я не можу згадати»           | 3:41       |
| 6.  | «Love, Hate, Love»           | Стейлі           | Кантрелл               | «Кохання, ненависть, кохання» | 6:26       |
| 7.  | «It Ain’t Like That»         | Кантрелл         | Кантрелл, Старр, Кінні | «Це не так»                   | 4:36       |
| 8.  | «Sunshine»                   | Кантрелл         | Кантрелл               | «Сонячне світло»              | 4:44       |
| 9.  | «Put You Down»               | Кантрелл         | Кантрелл               | «Принижу тебе»                | 3:15       |
| 10. | «Confusion»                  | Стейлі           | Кантрелл, Старр        | «Замішання»                   | 5:43       |
| 11. | «I Know Somethin (Bout You)» | Кантрелл         | Кантрелл               | «Я щось знаю (про тебе)»      | 4:21       |
| 12. | «Real Thing»                 | Стейлі           | Кантрелл               | «Справжня річ»                | 4:03       |

### Учасники запису
| Alice in Chains - Лейн Стейлі — вокал; - Джеррі Кантрелл — гітара, бек-вокал; - Майк Старр — бас-гітара, бек-вокал в пісні «Confusion»; - Шон Кінні — барабани, перкуссія, бек-вокал, піаніно в пісні «Sea of Sorrow» Запрошені виконавці - Кевін Шусс — бек-вокал. | Технічний персонал - Нік Терцо — A&R; - Девід Коулмен — артдиректор, дизайнер; - Рон Шампань — інжиніринг; - Боб Лаківіта — інжиніринг; - Лесли Енн Джоунз — інжиніринг; - Дейв Джерден — інжиніринг, мікс; - Едді Шрейер — мастеринг; - Роккі Шенк — фотограф; - Келлі Кертіс, Сюзан Сільвер — менеджмент |

### Хіт-паради та сертифікації
| Чарт (1991-93)                     | Найвища позиція | Дата           |
| ---------------------------------- | --------------- | -------------- |
| США Billboard 200                  | 42              | 7 червня 1991  |
| США Top Catalog Albums (Billboard) | 23              | 14 серпня 1993 |

| Сингл          | Найвища позиція | Дата           |
| -------------- | --------------- | -------------- |
| Man in the Box | 18              | 7 червня 1991  |
| Sea of Sorrow  | 27              | 19 жовтня 1991 |

Сертифікація альбому
| Регіон                                                                                          | Сертифікація  | Продажі     |
| ----------------------------------------------------------------------------------------------- | ------------- | ----------- |
| США (RIAA)                                                                                      | 2× Платиновий | 2 000 000^^ |
| *продажі, що базуються лише на сертифікаціях ^відвантаження, що базуються лише на сертифікаціях |               |             |